# Viggianello (Córsega do Sul)
Viggianello é uma comuna francesa na região administrativa de Córsega, no departamento de Córsega do Sul. Estende-se por uma área de 17,03 km². 